# Pontische Vasen
Als Pontische Vasen wird ein Unterstil der etruskisch-schwarzfigurigen Vasenmalerei der 2. Hälfte des 6. Jahrhunderts v. Chr. bezeichnet. Es sind heute etwa 200 Vasen dieser Gruppe bekannt.

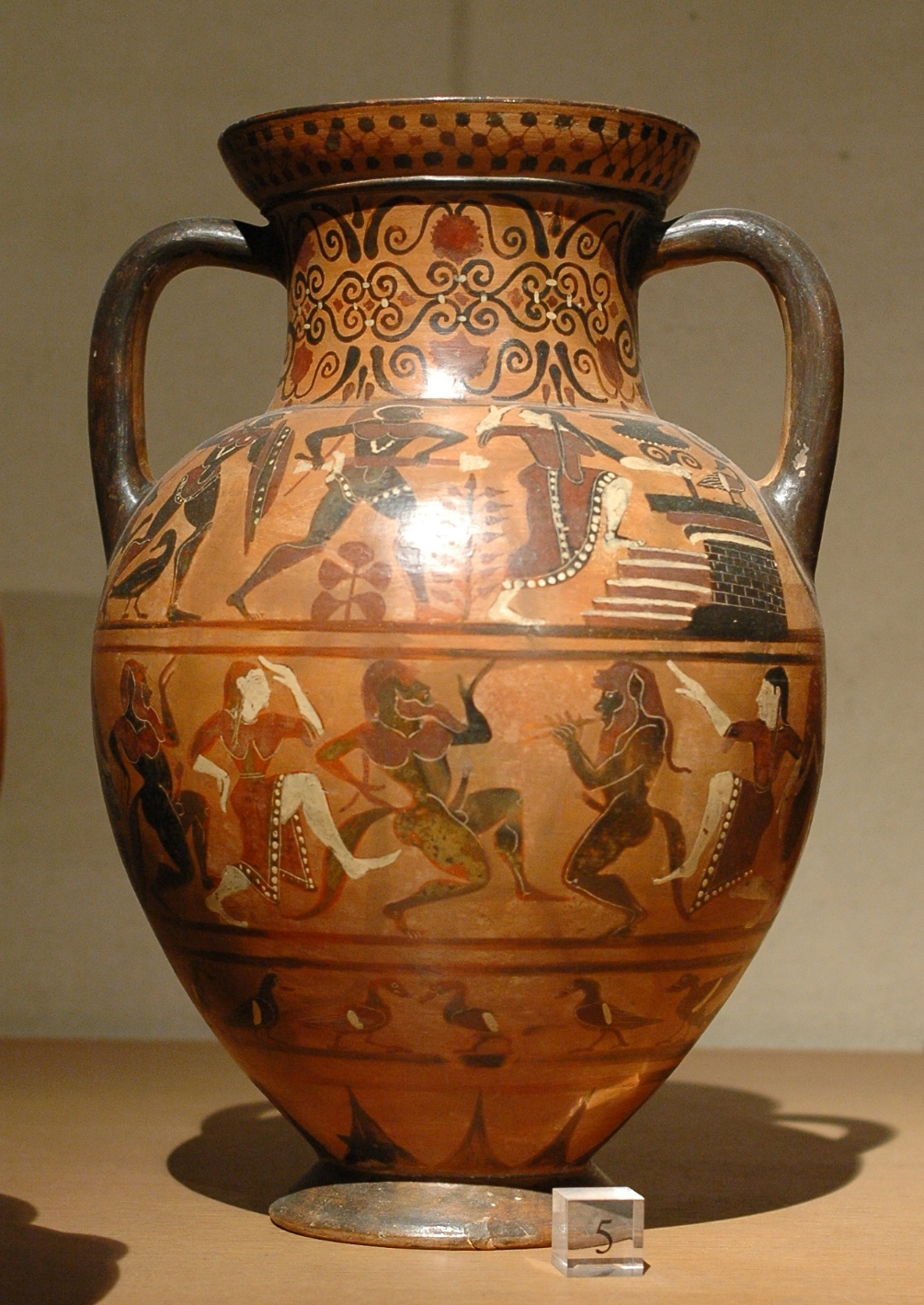
Diomedes und Polyxena, Pontische Amphora des Silenus-Malers, Paris, Louvre E 703, um 540/530 v. Chr.

Den irreführenden Namen „pontisch“ bekamen die Vasen von Georg Ferdinand Dümmler aufgrund der Darstellung von Bogenschützen auf einer Vase, die man für Skythen hielt, die am Schwarzen Meer (Pontos Euxeinos) lebten.
Durch Fundort und Stil sind die Pontischen Vasen jedoch als etruskisch erkannt worden. Der Großteil der Vasen wurde in Gräbern in Vulci gefunden, ein weiterer beträchtlicher Teil in Cerveteri. Der Stil orientiert sich an der attisch-schwarzfigurigen Vasenmalerei, weist aber auch Einflüsse der korinthischen und der ostgriechischen Vasenmalerei auf. Es wird gelegentlich angenommen, dass die Vasen in Werkstätten in Etrurien von aus Ionien eingewanderten Handwerkern hergestellt wurden. Die Forschung hat bis heute fünf Haupt-Vasenmaler erkannt. Als frühester und bester gilt der Paris-Maler, gefolgt vom Tityos-Maler.
Leitform ist die Halsamphora, die auffallend schlank gebaut ist. Sie sind Tyrrhenischen Amphoren sehr ähnlich. Andere Formen waren Oinochoen mit Spiralhenkeln, Dinoi, Kyathos, Teller und hochfußige Becher, seltener Kantharos oder andere. Der Aufbau Pontischer Vasen gleicht sich. Im Allgemeinen haben sie auf dem Hals einen ornamentalen Schmuck, auf der Schulter folgte ein figürlicher Fries, darauf folgte ein weiteres Ornamentband, dem sich ein Tierfries und schließlich ein Strahlenkranz anschloss. Fuß, Hals und Henkel sind schwarz. Auffällig ist der hohe Stellenwert der Ornamente. Manchmal werden Gefäße rein ornamental verziert.

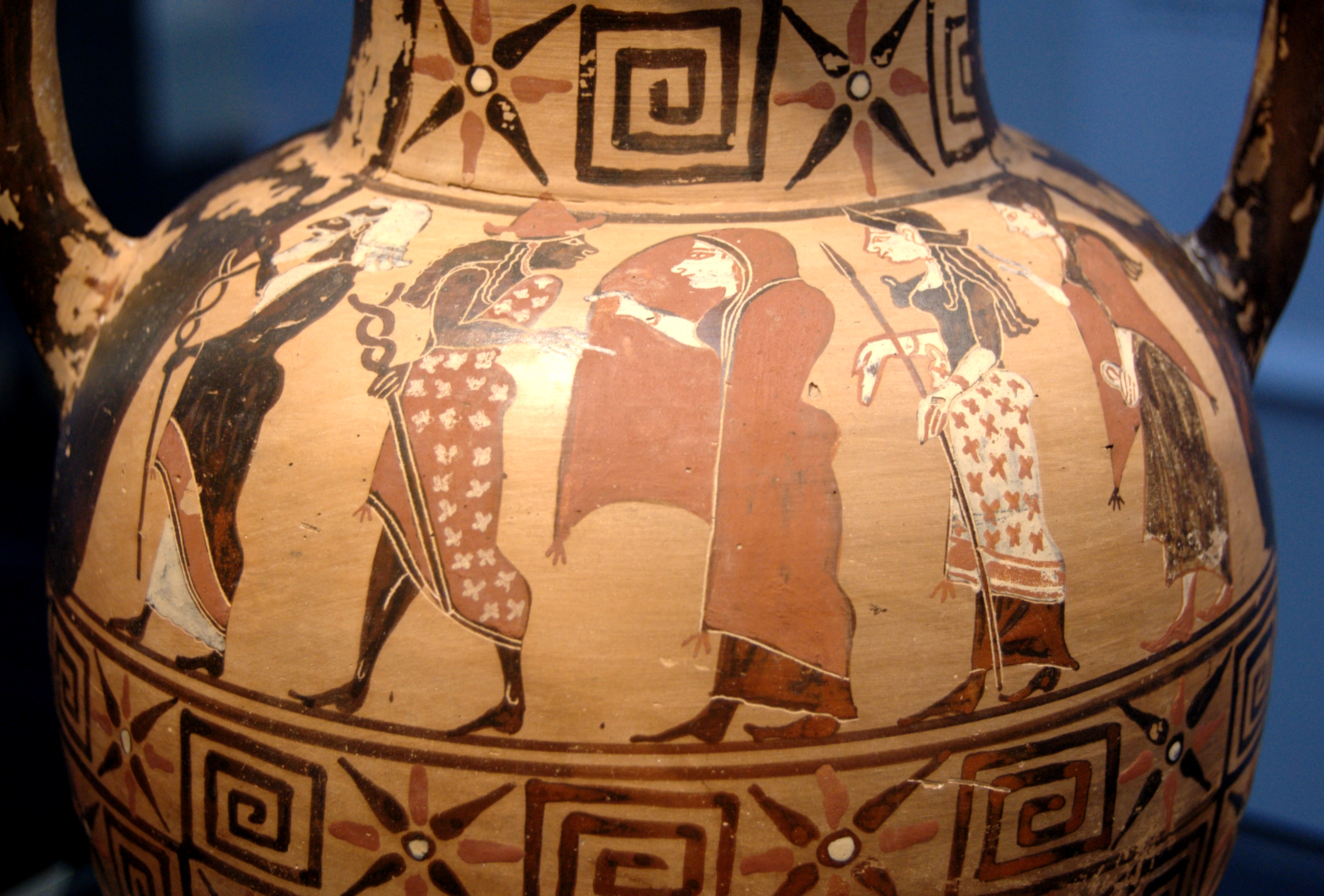
Urteil des Paris auf der Namenvase des Paris-Malers, München, Staatliche Antikensammlungen 837, Amphora um 530 v. Chr.

Der Ton der Vasen ist gelblich-rot, der Glanzton mit dem die Vasen überzogen wurden schwarz bis bräunlich-rötlich, ist von hoher Qualität und glänzt metallisch. Rote und weiße Deckfarbe wird viel für Figuren wie auch die Ornamente verwendet. Tiere wurde meist mit einem weißen Streifen auf dem Bauch verziert. Die Ornamente sind häufig eher nachlässig gestaltet worden. Gezeigt werden mythologische Figuren wie ein bartloser Hermes, Kentauren, Theseus, der Minotauros, Achilleus und Troilos, Satyrn, Mänaden und wie in Ostgriechenland üblich ein bartloser Herakles. Hinzu kommen Darstellungen aus dem trojanischen Sagenkreis. Manchmal finden sich Szenen außerhalb der griechischen Mythologie, etwa Herakles im Kampf gegen Iuno Sospita des Paris-Malers oder ein Wolfsdämon des Tityos-Malers. Außerhalb der mythologischen Themen finden sich Komasten und Reiter.